# Реконструкция мостов
Реконструкция моста — комплекс мероприятий, направленных на восстановление работоспособности или исправного состояния как всего моста, так и отдельных его элементов. Реконструкция или усиление моста требуется, когда необходимо продлить срок службы конструкции в условиях исчерпания первоначальной грузоподъемности, а также для адаптации моста к новым эксплуатационным нормам и требованиям.
Срок службы моста определяется физическим и моральным износом конструкции. Физическим износом считается накопление дефектов и расстройств элементов моста, из-за чего сооружение перестаёт воспринимать необходимую нагрузку. Моральный износ — это несоответствие возможностей моста возросшим требованиям по грузоподъёмности, интенсивности, скорости и безопасности движения.
Реконструкция мостов обусловлена:
- ростом грузонапряжённости;
- возрастанием скоростей движения и осевых нагрузок;
- сроком службы и возрастом сооружения;
- износом конструкции.

Первый этап реконструкции — это обследование технического состояния строительных конструкций, которое проводится перед испытаниями моста, вводом его в эксплуатацию и во время эксплуатации. Главная цель обследования — оценить физическое состояние конструкции и проверить её соответствие установленным требованиям.

## Комплекс мероприятий по реконструкции и усилению мостов
Для восстановления и усиления конструкции моста проводятся следующие мероприятия:
- усиление металлических пролётных строений;
- увеличение поперечного сечения элементов с одновременным усилением (при необходимости) их прикреплений.
- усиление и изменение системы ферм или балок;
- установка дополнительных временных или постоянных опор;
- превращение стального пролётного строения в сталежелезобетонное.

При реконструкции мостов применяются новые экономичные методы усиления с помощью установки в опасных зонах дополнительной арматуры, объединяющейся с уже имеющейся в конструкции арматурой и бетоном. Для скрепления элементов используются эпоксидные и полиэфирные смолы. В качестве дополнительного усиления используется листовая сталь, обладающая более развитой площадью контакта, чем стержневая арматура. Это преимущество обеспечивает равномерное включение приклеенной арматуры в зону бетонного сечения.

## Виды реконструкции мостов
Реконструкция мостов производится несколькими способами в зависимости от повреждений.
Уширение пролётных строений: проводится, если уже имеющиеся конструкции обладают достаточной несущей способностью и увеличение их количества в поперечном направлении не приведёт к снижению их грузоподъёмности.
Уширение пролётных строений с усилием: применяется, когда несущие элементы моста имеют недостаточную грузоподъемность или утратили её.
Усиление элементов моста без уширения проезжей части подходит, когда существующие элементы конструкции утратили несущую способность.
Полная замена существующих пролётных строение или полная перестройка моста требуются, когда необходимо увеличить отверстия моста или увеличить высоты подмостового габарита.

## Реконструкция моста с помощью композитных материалов
Композитные материалы — это перспективные строительные технологии, которые пока считаются новыми.
К способам реконструкции моста композитными материалами относится:
- Композитное армирование. Метод подразумевает, что вместо стальной арматуры используются стержни из углепластика. Композитная арматура не создаёт «мостиков холода», химически инертна к воздействию воды, кислот и солей, не подвержена коррозии и появлению сколов и трещин, характерных для бетона. Благодаря высокой прочности углепластиковой арматуры можно снизить общую площадь армирования.
- Система внешнего армирования (СВА). Технология предполагает использование углеродных лент, которые наклеиваются на предварительно подготовленную поверхность усиливаемой конструкции с помощью эпоксидных компаундов. Таким образом повышается несущая способность моста и компенсируются дефициты прочности бетона. Система внешнего армирования значительно проще в монтаже, чем стандартные методы усиления стальными обоймами, шпренгелями и прочим. Также углеродные ленты не подвержены коррозии благодаря химической инертности и имеют низкий удельный вес.
- Использование трубобетонных конструкций, армированных углеволокном. Несущие элементы представляют собой трубобетонные конструкции с оболочкой из углепластика. Такая технология позволяет максимально использовать прочность бетонного ядра за счёт ограничение поперечных деформаций. Несущая способность трубобетонного сечения выше, чем у бетона и оболочки по отдельности.
- Композитный шпренгель. Шпренгель — это стержневая конструкция, в которой за счёт совместных деформация с усиливаемой железобетонной конструкций возникает растягивающее усилие. Усиление балок шпренгелем даёт эффективное использование стали, работающей на растяжение. Чем прочнее затяжка, тем эффективнее усиление. Шпренгель из углепластика имеет в семь раз более высокий потенциал усиления по моменту, чем у стальной арматуры. При этом композитная шпренгельная затяжка имеет в 5 раз меньшую массу. По соотношению потенциала усиления к массе шпренгеля углепластик превосходит арматуру А400 в 37 раз. Это подтверждает высокую эффективность реконструкции мостов углеродными материалами.

Углепластик — это рациональная и эффективная замена или дополнение к существующим материала и методам реконструкции и усиления мостов. Главные преимущества использования композитных материалов — это простая технология монтажа, лёгкий вес элементов, стойкость к коррозии, возможность применения для архитектурных проектов любой сложности.